# 658

## Události
- po smrti svého zakladatele se pravděpodobně rychle rozpadá Sámova říše

## Úmrtí
- Sámo, zakladatel a jediný doložený vládce Sámovy říše. Jde o nejpravděpodobnější rok úmrtí.[1]

## Hlavy států
- Papež – Vitalianus (657–672)
- Sámova říše – Sámo
- Byzantská říše – Konstans II.
- Franská říše
  - Neustrie & Burgundsko – Chlodvík II. (639–658) » Chlothar III. (658–673)
  - Austrasie – Childebert Adoptovaný (656–661)
- Anglie
  - Wessex – Cenwalh
  - Essex – Sigeberht II. Dobrý
  - Mercie – Oswiu » Wulfhere
- První bulharská říše – Kuvrat (630–641/668)?